# Gisement du Collet Redon
Le Gisement du Collet Redon est un gisement de plein air néolithique situé à Martigues, en France. 
Le gisement fait l’objet d’une inscription au titre des monuments historiques depuis le 4 janvier 1989.